# A-300 (Rusland)
De A-300 is een federale autoweg in het zuiden van Rusland. Tot 2011 heette de weg M-32. Deze M-32 liep ten tijde van de Sovjet-Unie van Samara naar Shymkent, in het huidige Kazachstan. Momenteel is daar nog het stuk tussen Samara en de Kazachse grens van over in Rusland. De weg is 232 kilometer lang.
De A-300 begint in Krasny Jar, net ten noorden van Samara, aan de kruising met de M-5. Deze kruising is ongelijkvloers gebouwd. De weg is uitgevoerd als hoofdweg met 2x2 rijstroken, en loopt dwars door Samara. Na Samara gaat de weg richting het zuiden. De kruising met de ring van Samara is uitgevoerd als klaverblad. Hierna gaat de weg verder met één rijstrook per richting. Niet ver ten noorden van Oral in Kazachstan is dan de grens met dit land.
De A-300 is onderdeel van de E121.